# Botryllus simodensis
Botryllus simodensis är en sjöpungsart som beskrevs av author unknown. Botryllus simodensis ingår i släktet Botryllus och familjen Styelidae. Inga underarter finns listade.